# La Trême
La Trême est un ruisseau coulant en Suisse dans le canton de Fribourg, et un affluent de la Sarine, donc un sous-affluent du Rhin par l'Aar. 

## Géographie
La Trême prend sa source en Rathvel, entre le Niremont et le Moléson. La longueur de son cours est de 15 km, au cours duquel elle reçoit plusieurs ruisseaux, dont l'Albeuve.
Elle est un affluent de la Sarine, qu'elle rejoint sur sa rive gauche entre Gruyères et Broc, peu avant que celle-ci ne pénètre dans le lac de la Gruyère.

## Hydronymie
D'un celtique (gaulois) *Tragisamā « la très rapide », hydronyme dérivé du nom celtique du pied traget- (gaulois tardif treide « pied », vieux breton treit « pieds », vieil irlandais traig « pied »), d'où tragus « courant > rapide » avec la désinence -samā du superlatif. Homonymie avec la Dreisam en Allemagne et la Traisen en Autriche. 